# Pozitivna Slovenija

Altes Logo unter dem ehemaligen Parteinamen Liste Zoran Janković – Positives Slowenien

Pozitivna Slovenija (kurz PS, deutsch Positives Slowenien) ist eine politische Partei in Slowenien, die als linksliberal verortet wird.

## Geschichte
Gegründet wurde die Partei im Oktober 2011 auf Betreiben des Laibacher Bürgermeisters Zoran Janković unter dem Namen Lista Zorana Jankovića – Pozitivna Slovenija (deutsch: Liste Zoran Janković – Positives Slowenien, kurz LZJ-PS).
Bei der Parlamentswahl 2011 trat sie zum ersten Mal an und wurde mit 28,53 % auf Anhieb stärkste Partei. Staatspräsident Danilo Türk beauftragte daraufhin den Parteivorsitzenden Zoran Janković mit der Regierungsbildung. Nach Verhandlungen mit den Sozialdemokraten (SD), der Bürgerliste (DL) und der Rentnerpartei (DeSUS) wurde eine Grundsatzeinigung über eine Vier-Parteien-Koalition erzielt. Doch am 9. Januar 2012, zwei Tage vor der entscheidenden Abstimmung im Parlament, nahm die Bürgerliste ihr Angebot überraschenderweise zurück. Die Abstimmung scheiterte schließlich mit nur 42 zu 90 Stimmen und Zoran Janković war als designierter Regierungschef durchgefallen. Somit blieb der Partei nur noch der Gang in die Opposition.
Auf dem zweiten Parteikongress am 21. Januar 2012 erfolgte die Umbenennung in Pozitivna Slovenija.
Infolge von Korruptionsvorwürfen trat Zoran Janković im Januar 2013 vom Amt des Parteivorsitzenden zurück und stellte dieses bis zur Neuwahl der Parteispitze am Ende des Jahres zur Verfügung. Die staatliche Antikorruptionsbehörde hatte ermittelt, dass 2,4 Millionen Euro aus dem Vermögen von Janković aus zweifelhaften Quellen stammten. Aufgrund des Rücktritts übernahm Alenka Bratušek kommissarisch den Parteivorsitz.
Am 27. Februar 2013 wählte das slowenische Parlament Bratušek zur neuen Ministerpräsidentin, nachdem es Janez Janša das Misstrauen ausgesprochen hatte. Für das Misstrauensvotum hatte sich die PS mit SD, DL und DeSUS verbündet, es war aber zunächst unklar, ob alle vier Parteien auch eine neue Regierungskoalition bilden werden.
Am 30. Januar 2014 beantragte PS die Mitgliedschaft in der Allianz der Liberalen und Demokraten für Europa (ALDE), doch zog sie den Antrag am 30. April 2014 zurück, nachdem auf einem Parteitag am 26. April 2014 Zoran Janković mit 422 von 763 Stimmen erneut zum Parteivorsitzenden gewählt worden war. Nach dieser Parteitagsentscheidung spaltete sich die PS-Fraktion im slowenischen Parlament in zwei Gruppen: Aus der Fraktion traten 13 Abgeordnete aus, von denen elf um Alenka Bratušek eine neue Fraktion bildeten und zwei fraktionslos wurden, während 13 Abgeordnete in der PS-Fraktion verblieben. Am 31. Mai gründete die Gruppe um Bratušek eine eigene Partei, das Bündnis Alenka Bratušek.
Bei den Europawahlen 2014 errang PS nur noch 6,61 % der Stimmen und erreichte so kein Mandat im Europaparlament. Bei den slowenischen Parlamentswahlen am 13. Juli 2014 fiel die Partei schließlich auf 2,96 % der Wählerstimmen und verfehlte so auch den Wiedereinzug ins slowenische Parlament, während dieser dem Bündnis Alenka Bratušek knapp gelang.

## Programm
In ihrem Programm setzt sich die Partei unter anderem für folgendes ein:
- einen sicheren, sozialen und erfolgreichen Staat
- eine Wirtschaft mit neuen Arbeitsplätzen, sowie Wirtschaftswachstum
- Reduzierung des Haushaltsdefizits

## Parteivorsitzende
- Zoran Janković (2011–2013; seit 2014)
- Alenka Bratušek (2013–2014)